# Balconettes
Balconettes (Originaltitel: Les femmes au balcon; deutsch: „Die Frauen auf dem Balkon“, internationaler Titel: The Balconettes) ist ein französischer Spielfilm von Noémie Merlant aus dem Jahr 2024. Die Horrorkomödie, nach einem Drehbuch von Merlant in Zusammenarbeit mit Céline Sciamma, stellt drei junge Frauen während eines heißen Sommers in Südfrankreich in den Mittelpunkt. Die Hauptrollen übernahmen Noémie Merlant, Souheila Yacoub und Sanda Codreanu. Die Uraufführung fand im Mai beim 77. Filmfestival von Cannes statt.

## Handlung
Marseille während einer Hitzewelle: Drei junge Frauen leben gemeinsam in einer Wohnung. Vom Balkon aus blicken sie auf ihren geheimnisvollen Nachbarn, über den sie sich in allerlei Fantasien ergehen. Die Frauen umgibt eine schreckliche und wahnhafte Affäre. Alle drei hoffen, ihre Freiheit wiederzuerlangen. Der Film soll in einem Blutbad enden.

## Hintergrund

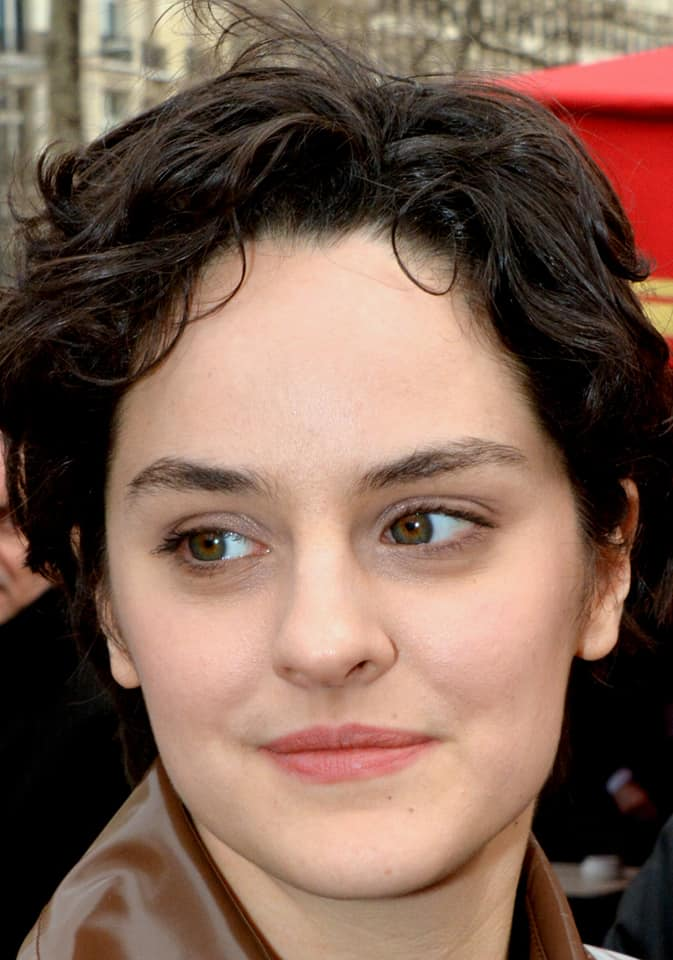
Noémie Merlant (2020)

Balconettes ist der zweite realisierte Spielfilm der vorwiegend als Schauspielerin bekannten Französin Noémie Merlant nach ihrem preisgekrönten Erstlingswerk Mi iubita, mon amour (2021). Das Drehbuch verfasste sie gemeinsam mit der Filmemacherin Céline Sciamma, mit der sie als Schauspielerin erfolgreich an dem Historiendrama Porträt einer jungen Frau in Flammen (2019) zusammengearbeitet hatte. Balconettes wurde im Vorfeld als „blutige, punkige und fröhliche Komödie“ beziehungsweise als „Horrorkomödie“ angepriesen. Merlant entschied sich, wie in ihrem Regiedebüt eine der Hauptrollen zu übernehmen, neben Souheila Yacoub und Sanda Codreanu. Codreanu war zuvor auch mit einer größeren Rolle in Mi iubita, mon amour betraut worden.
Die Dreharbeiten waren ursprünglich ab August 2023 vorgesehen. Aufgrund eines drohenden Drehkonflikts mit Audrey Diwans Filmprojekt Emmanuelle, in dem Merlant die Titelrolle erhalten hatte, wurde der Drehbeginn auf den 10. Juli vorverlegt. Insgesamt war eine Drehzeit von sieben Wochen in Marseille vorgesehen. Merlant vertraute erneut auf Evgenia Alexandrova als Kamerafrau sowie auf den Tontechniker Armance Durix, mit denen sie zuvor am Set von Mi iubita, mon amour Erfahrung gesammelt hatte.
Für die Produktion zeichnete Pierre Guyard für Nord-Ouest Films verantwortlich, der die gleiche Aufgabe bereits an Mi iubita, mon amour übernommen hatte. Finanziell unterstützt wurde das Projekt von der staatlichen Filmförderungsbehörde CNC, ebenso von Canal+ und France Télévisions. Die Produktionskosten wurden mit 3,5 Millionen Euro angegeben.

## Veröffentlichung
Die Weltpremiere von Balconettes fand am 19. Mai 2024 beim 77. Filmfestival von Cannes statt. Dort wurde das Werk in die Sektion Midnight Screenings aufgenommen.
Am 11. Dezember 2024 hatte der Film Kino-Premiere in Frankreich. Um die internationalen Verwertungsrechte kümmert sich das Unternehmen MK2. Der reguläre Kinostart in Deutschland erfolgte am 8. Mai 2025 bei Progress Filmverleih.

## Auszeichnungen
Das Werk wurde beim Filmfestival von Cannes in die offizielle Auswahl für die Vergabe der Queer Palm aufgenommen.